# Parlament von Lesotho

Wappen

Das Parlament von Lesotho (Sotho Palamente ea Lesotho; englisch Parliament of Lesotho) ist das Parlament des afrikanischen Königreichs Lesotho. Das Parlamentsgebäude befindet sich in Maseru.

## Aufbau
Das Parlament setzt sich aus zwei verschiedenen Kammern zusammen:
- Senat (Oberhaus)
- Nationalversammlung (Unterhaus)

Während die Abgeordneten der Nationalversammlung vom Volk demokratisch gewählt werden, setzt sich der Senat zu zwei Dritteln aus Stammeshäuptlingen zusammen, während der Rest vom König auf Vorschlag des Premierministers ernannt wird.